# قو هوي
قو هوي (بالصينية: 郭辉) هو لاعب كرة قدم صيني في مركز الهجوم، ولد في 9 أبريل 1978 في بكين في الصين. لعب مع نادي بكين سينوبو غوان.